# Лія (Мікеланджело)
«Коли питаєшся, хто я така

Й чого квітки збираю, знай, — я Лія,

І гарні руки ці плетуть вінка,

Бо дзеркало оздобить — в мене мрія.

Не чинить так сестра моя Рахіль:

Вдивлятись в нього — це для неї дія.

Для неї зір — мета дбання й зусиль,

А я цікавлюсь рук своїх діянням,

їй споглядать, для мене ж діять — ціль»
Данте Аліґ'єрі, «Божественна Комедія», Чистилище, пісня XXVII:100-108
(уривок; переклад Є. Дроб'язко)
«Лія» — мармурова скульптура Лії, першої дружини Якова, старшої сестри Рахілі, створена італійським скульптором і художником  Мікеланджело Буонарроті для гробниці папи Юлія ІІ близько 1542 р. Лія розміщена у ніші зліва від Мойсея.

## Опис
За Вільямом Воллесом, Лія «замислена», «сповнена благородної, тихої величі». У лівій руці вона тримає дзеркало, щоб спостерігати за діями людей, а у правій — гірлянду квітів, яка символізує чесноти людського життя за життя і прославлення її після смерті. Ерік Шильяно зазначає, що Лія цілком «життєва», і «її ноги (…) міцно тримаються землі», а «… зібрані складки туніки у районі лона нагадують про плодовитість біблійної Лії, яка народила Якову шість синів».
У Біблії сестри протиставляються одна одній, що дає можливість розцінювати їх як алегоричні фігури:

| Очі ж Ліїні були хворі, а Рахіль була гарного стану та вродливого вигляду (1 М. 29:17) |
Лія символізує собою «життя діяльне» (лат. Vita activa), адже саме так її зобразив Данте. Лія (як і Рахіль) є очевидною паралеллю із «активним» Джуліано та «споглядальним» Лоренцо.

## Авторство
За Вазарі — статую зробив сам Мікеланджело, менше ніж за рік. Фриц Ерпель та Вільям Воллес теж не сумнівались у авторстві Мікеланджело, однак, нетиповість скульптури — повністю одягнена жіноча фігура, витончена, спокійна, піднесена — залишають місце для сумнівів про безперечне авторство скульптора. На думку Віктора Лазарєва більшість фігур гробниці папи Юлія ІІ (серед них — і Лія) повністю виконані або завершені не самим Мікеланджело, а його учнями[а].